# Bloodlust and Perversion
Albums de Carpathian Forest
Through Chasm, Caves And Titan Woods
(1995) Black Shining Leather
(1998)
Bloodlust and Perversion est une compilation du groupe de Black metal norvégien Carpathian Forest. La compilation est sortie en 1997 sous le label Avantgarde Music.
Cette compilation regroupe les premières productions du groupe, qui sont toutes des démos de cinq titres maximum.
Le nom de cette compilation est une référence au nom de la première démo du groupe, qui elle est intitulée Bloodlust & Perversion.

## Liste des morceaux
1. Through the Black Veil of the Burgo Pass – 2:20
2. Bloodlust and Perversion – 4:10
3. Return of the Freezing Winds – 3:56
4. The Woods of Wallachia – 3:27
5. Wings over the Mountain of Sighisoara – 4:02
6. Journey through the Cold Moors of Svarttjern – 5:21
7. The Eclipse/The Raven – 3:30
8. The Last Sigh of Nostalgia – 8:02
9. Carpathian Forest – 3:18
10. Call from the Grave – 4:56 (reprise de Bathory)
11. Return of the Freezing Winds – 4:18
12. In the Circle of Ravens – 6:48
13. Warhead – 4:24 (reprise de Venom)